# Dietmar Lorenz (Mediziner, 1944)
Dietmar Lorenz (* 12. April 1944) ist ein deutscher Chirurg und Hochschullehrer.

## Leben
Dietmar Lorenz studierte ab 1963 an der Ernst-Moritz-Arndt-Universität Greifswald Humanmedizin und schloss das Studium 1969 mit Staatsexamen und Promotion ab. An der Chirurgischen Universitätsklinik Greifswald erfolgte unter dem Direktorat von Richard Reding von 1969 bis 1974 die Weiterbildung zum Facharzt für Chirurgie. 1976 habilitierte er sich. Er wurde im selben Jahr zum Oberarzt ernannt und 1978 – unter Leitung von Siegfried Kiene – zum Hochschuldozenten berufen. 1979 ging Lorenz an die Berliner Charité, wo er sich unter Leitung von Helmut Wolff der Abdominal- und Transplantationschirurgie widmete. 1985 erfolgte die erste Berufung auf den Greifswalder Lehrstuhl für Chirurgie. Nach der Deutschen Wiedervereinigung erhielt Lorenz 1995 die zweite Berufung auf denselben Lehrstuhl. Über viele Jahre organisierte er das Billroth-Symposium in Vorpommern. 1998 leitete er in Greifswald die 161. Tagung der Vereinigung Nordwestdeutscher Chirurgen. 1999 wurde er Direktor der Klinik für Allgemein- und Viszeralchirurgie im Unfallkrankenhaus Berlin. Ende November 2004 schied er aus diesem Amt aus, um sich Studien und wissenschaftlichen Arbeiten zu widmen. Er lebt heute in Rheinland-Pfalz.